# Mabelis (Ort, Leber)
Mabelis ist ein osttimoresischer Ort im Suco Leber (Verwaltungsamt Bobonaro, Gemeinde Bobonaro). Er liegt im Norden der Aldeia Mabelis, auf einer Meereshöhe von 1012 m. Nördlich verläuft der Wasserlauf des Lelepos, eines Nebenflusses des Loumeas. Am Ufer gegenüber beginnt der sechs Kilometer lange Höhenzug des Berges Leber. Eine Piste verläuft westlich am Berg vorbei nach Leber-Taz, dem Hauptort des Sucos.
Das Dorf Mabelis wird durch ein Bachbett in einen Nord- und einen Südteil getrennt. Im Süden stehen einige Dutzend Hütten eng und in Reihen aufgestellt zusammen. Die weniger als 20 Häuser im Norden liegen verstreut und ohne Ordnung verteilt. Am Nordrand steht die Grundschule des Dorfes.